# Village Museum Dar es Salaam
Das Village Museum in Dar es Salaam, Kiswahili Makumbusho ya kijiji, ist eines der tansanischen Nationalmuseen im Eigentum der Vereinigten Republik von Tanzania.
Das Freilichtmuseum präsentiert das kulturelle Erbe der Landbevölkerung Tansanias.
Neben dem Nationalmuseum im Stadtteil Posta, der Innenstadt von Dar es Salaam, ist das Village Museum eines von zwei Bundesmuseen in Dar es Salaam, die durch das gleiche Ministerium verwaltet werden.
Anfang des Jahres 2025 wurde das Museum monatlich von ca. zweitausend Besuchern aufgesucht.
Es dient ebenso als Stätte für Veranstaltungen und kulturelle Bildungsreisen.